# Assisi
Assisi (e.: 'asszízi') város Olaszországban, Perugia megyében; Umbria régióban, a Subasio-hegy nyugati részén.
Assisi Ferencnek, a ferences rend alapítójának és Olaszország védőszentjének, továbbá Klárának (Chiara d'Offreducci), a klarisszák rendje alapítójának a szülőhelye. Valószínűleg itt született Sextus Propertius elégiaköltő is.

## Története

### Korai történet
Kr. e. 1000 körül vándor umbriaiak telepedtek le a jelenlegi város szomszédságában, és a magaslatokon erődített településeket építettek. Kr. e. 450 táján ezeket a településeket fokozatosan az etruszkok foglalták el. Az ókori Római Birodalom Kr. e. 295-ben a sentinumi csata után szerezte meg a hatalmat Itália központi részén. Ekkor épült a virágzó Asisium municípium a Subasio hegység teraszain. A római idők emlékei most is megtalálhatók Assisiben: a városfalak, a fórum, egy színház, egy amfiteátrum és Minerva; ez utóbbi átépítve Santa Maria sopra Minerva (Minerva feletti Szűz Mária) templom néven ismeretes.
Kr. u. 238-ban Assisi Rufinus keresztény hitre térítette a várost. (A hagyomány szerint a vértanú püspök maradványai a San Rufino-katedrálisban nyugszanak).

### Középkor
545-ben Totila osztrogót király leromboltatta a város nagy részét. Ezután Assisi a longobárdok, majd később a frankok uralma alá került.
A 11. században a város független ghibellin közösséggé vált. Állandó harcban álltak a guelf Perugiával. Egy ilyen háborúban történt, hogy Giovanni di Bernardonét, a későbbi Assisi Szent Ferencet foglyul ejtették, elindítva ezzel azt az eseménysorozatot, amely a ferences rend megalapításához vezetett.
A város a 13. században kezdett az ókori falakon kívülre is terjeszkedni. Ebben az időben a város pápai fennhatóság alatt volt. Az 1348-as pestisjárvány idején a város hanyatlásnak indult.

### Újkor
A Santa Maria degli Angeli bazilikát 1569-ben kezdték építeni. A reneszánsz és az azt követő évszázadok alatt a város békésen fejlődött; ezt jelzik a korszak palotái is.

### Modern kor
1997-ben Assisit két földrengés sújtotta. Több műemlék súlyosan károsodott, de közülük a legfőbb, a Szent Ferenc-bazilika kevesebb mint két év után, helyreállítva újra megnyílt. Egy ferences barát lelte halálát a leomló mennyezet alatt, egy másik pedig megsérült.
2000-ben a várost, benne a Szent Ferenc-bazilikát és a többi ferences emlékhelyet a világörökség részévé nyilvánították.

## Látnivalók
- Assisi Szent Ferenc-bazilika és kolostor 1228–1253 között épült. Az altemplomot Cimabue és Giotto freskói díszítik; a felső templomban Giotto és tanítványainak freskói Szent Ferenc életét ábrázolják.
- Santa Maria Maggiore templom
- San Rufino-katedrális, 1140
- Santa Chiara-bazilika, 1257
- Santa Maria degli Angeli bazilika, 1569
- Rocca Maggiore várkastély, 1367

## Testvérvárosok
- Betlehem, Izrael
- San Francisco, Egyesült Államok
- Santiago de Compostela, Spanyolország

## Képek

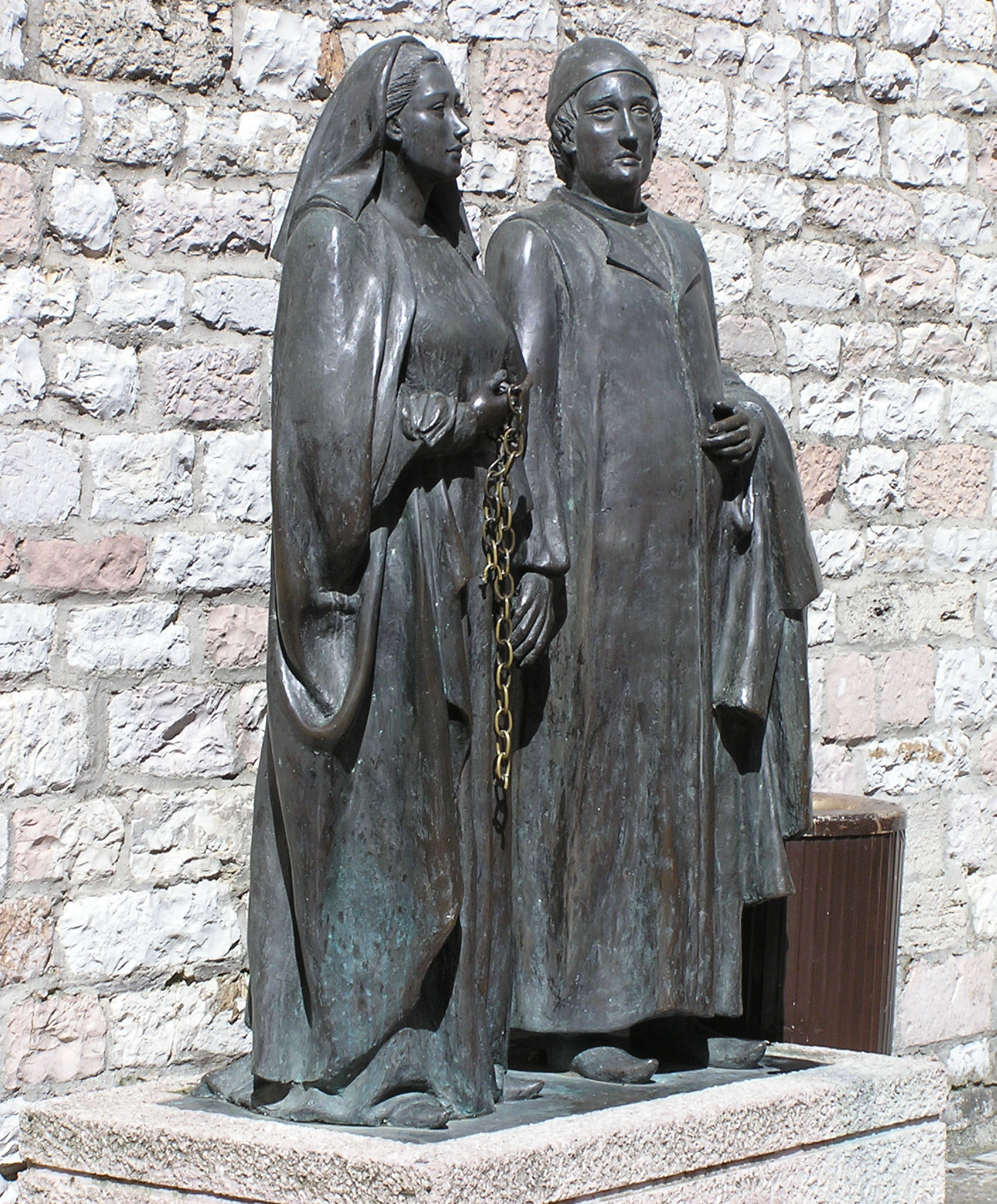
Szent Ferenc szüleinek szobra Assisiban, Pika és Pietro Bernardone posztókereskedő
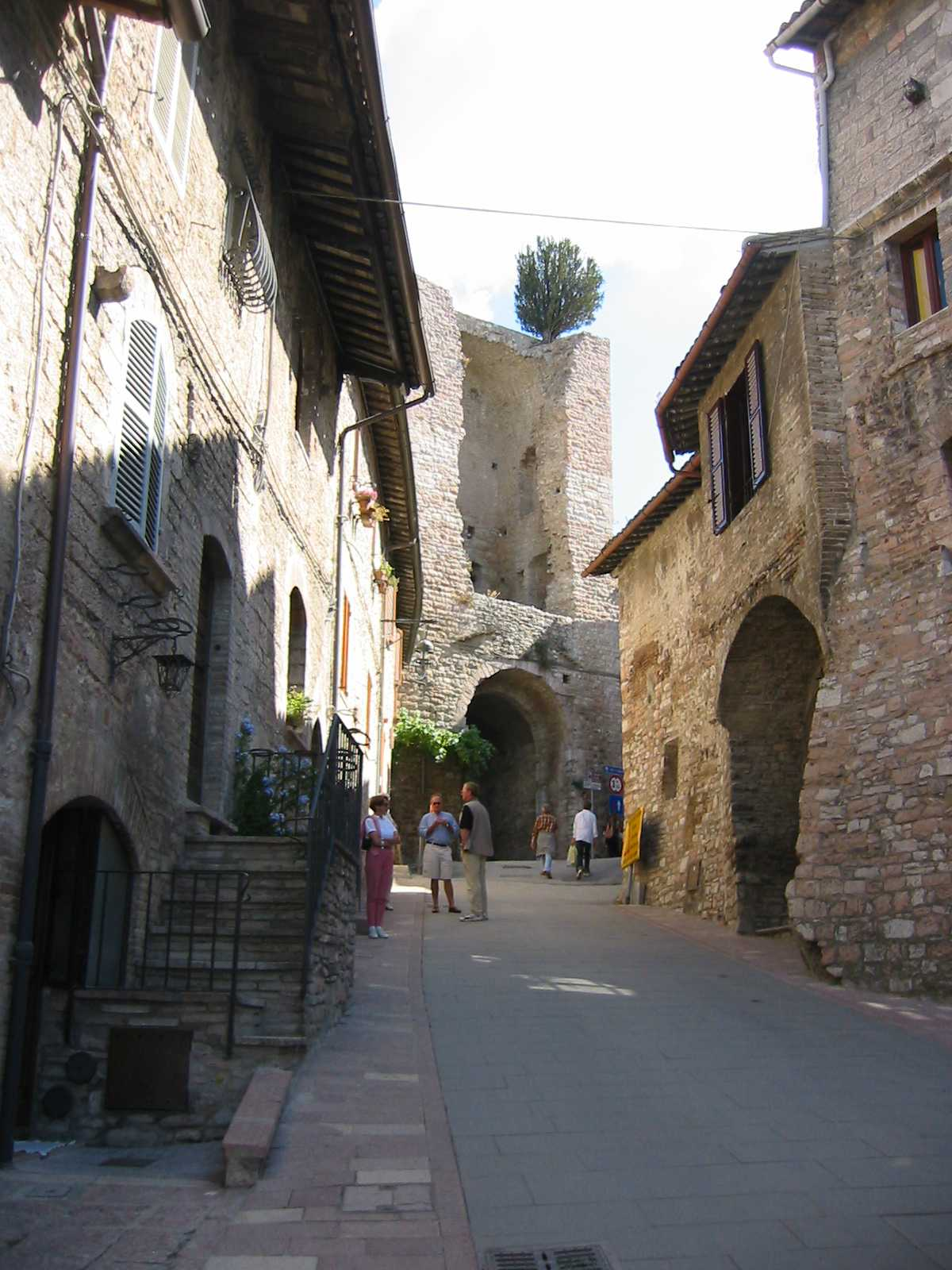
Assisi
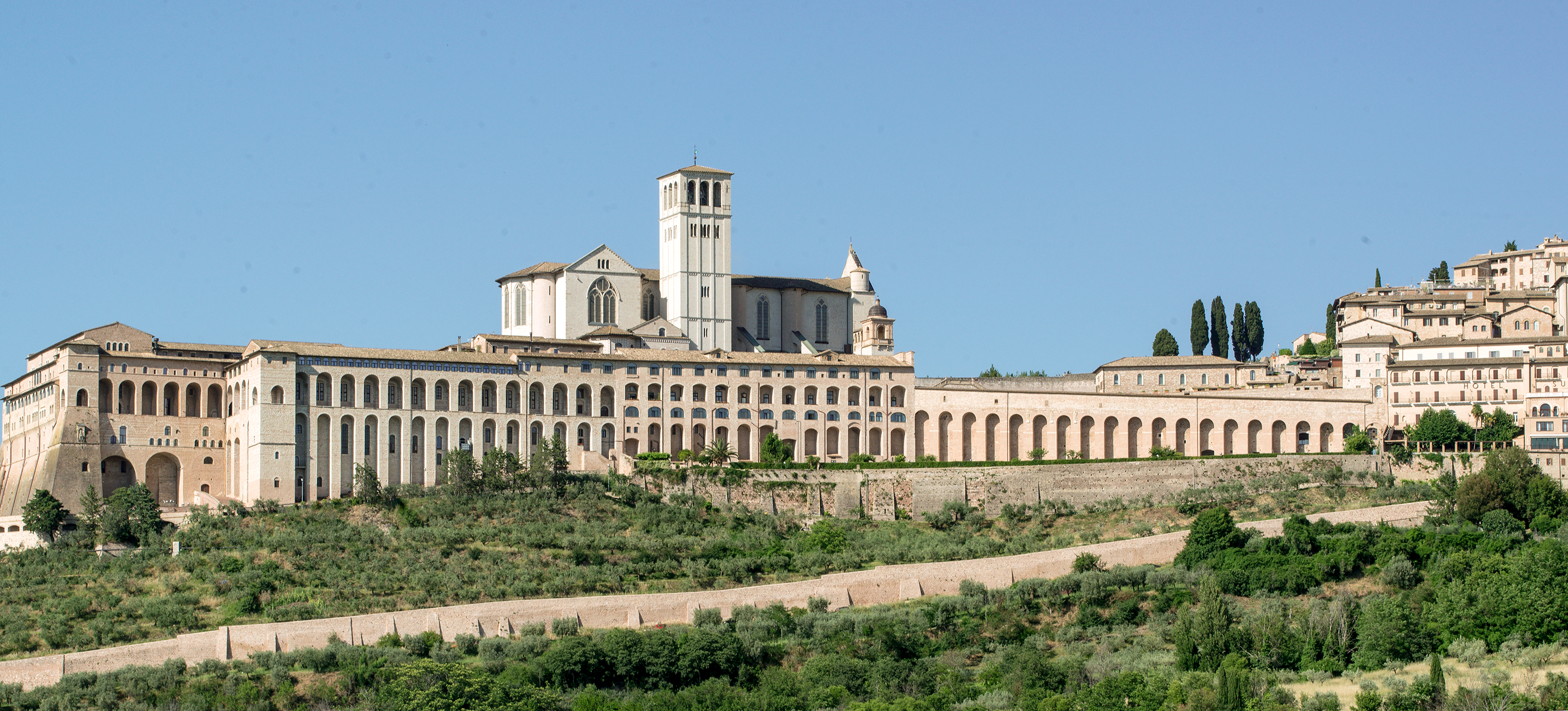
Szent Ferenc Bazilika és kolostor távolról